# Vadamarachchi

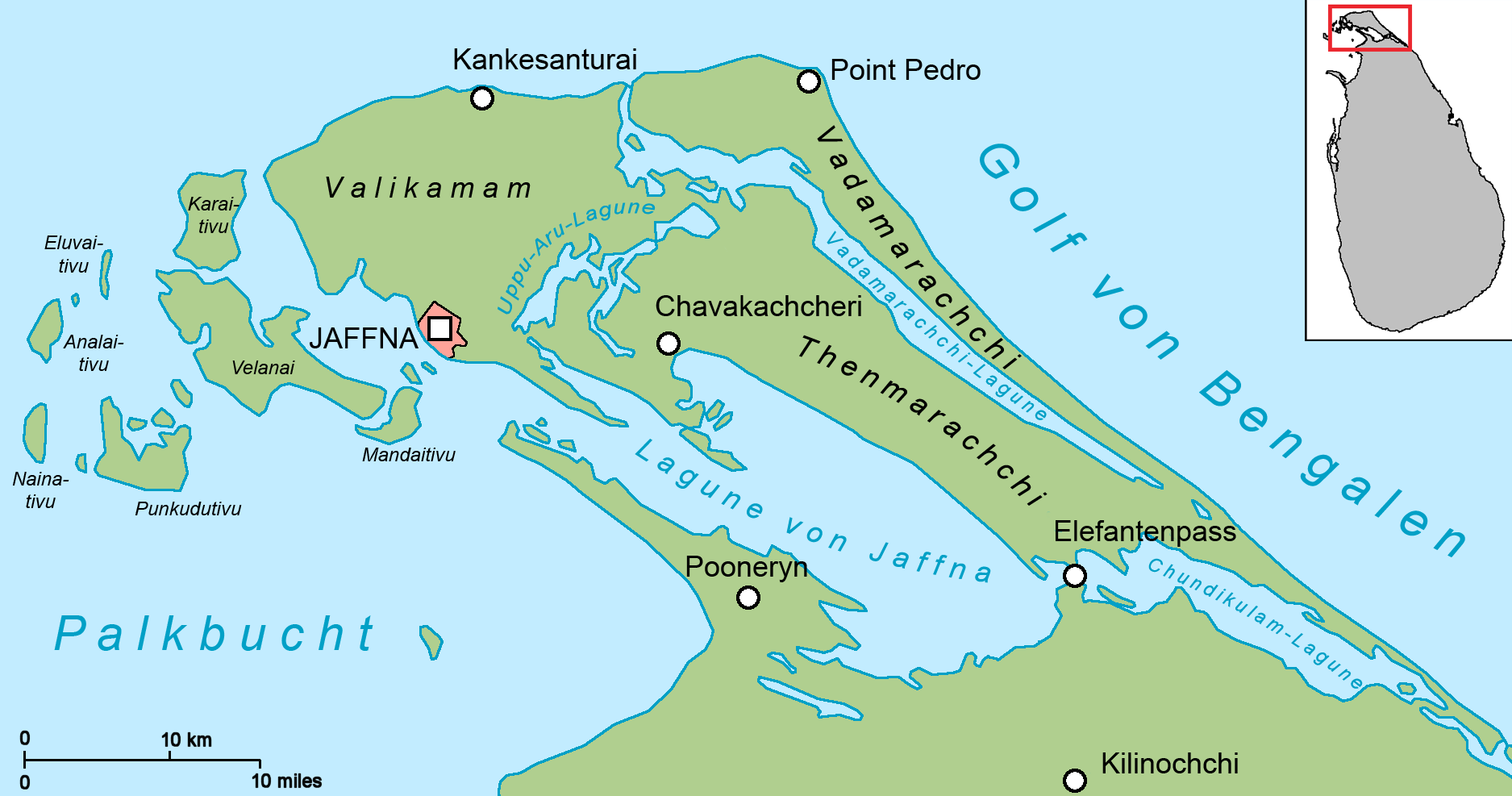
Karte der Jaffna-Halbinsel

Vadamarachchi (Tamil: வடமராட்சி Vaṭamarāṭci [ˈʋaɖəməraːʈʂi]) ist eine Region auf der Jaffna-Halbinsel in der Nordprovinz Sri Lankas.
Die Vadamarachchi-Region nimmt den nordöstlichen Teil der Jaffna-Halbinsel ein und hat eine Fläche von 296 Quadratkilometern. Vadamarachchi wird durch die Vadamarachchi-Lagune von den Regionen Valikamam im Westen und Thenmarachchi im Süden getrennt. Im Nordosten liegt die Küste des Golfs von Bengalen. Die größte Stadt ist Point Pedro. Verwaltungsmäßig gehört Vadamarachchi zum Distrikt Jaffna und umfasst die Divisionen Vadamarachchi East, Vadamarachchi North und Vadamarachchi South-West. Die Einwohnerzahl liegt bei rund 96.000 (Stand 2012).